# Amboy (California)
Amboy es un área no incorporada ubicada en el condado de San Bernardino en el estado estadounidense de California.

## Geografía
Amboy se encuentra ubicada en las coordenadas 34°33′28″N 115°44′40″O / 34.55778, -115.74444.